# Vedträdlöpare
Vedträdlöpare (Rhagium bifasciatum) är en skalbagge i familjen långhorningar. Larven utvecklas i fuktig, död ved av flera olika sorters träd, både barrträd och lövträd.

## Kännetecken
Vedträdlöparen är en 12–22 millimeter stor skalbagge som hör till den grupp långhorningar som kallas trädlöpare. Karaktäristiskt för skalbaggen är att den har en smal och långsträckt halssköld med ett tagglikt utskott på var sida och ett smalt långsträckt huvud med tydliga valkar bakom fasettögonen. Den har som andra trädlöpare en halslikt insnörning vid huvudets bas närmast halsskölden. Skalbaggens antenner är för att vara en långhornings ganska korta, de når vikta bakåt bara en liten bit över täckvingarna, mindre än halva kroppslängden.
Utmärkande för arten är dessutom dess färgteckning med tydliga gula teckningarna på täckvingarna. Teckningarna är svagt bågformiga och det finns två sådana teckningar på varje täckvinge, en på den främre halvan och en på den bakre halvan. När täckvingarna hålls sammanslagna bildar teckningarna dubbla band. Skalbaggen är i övrigt svart i färgen, med rödbrunt inslag på delar av antennerna, benen och täckvingarna. På täckvingarna finns rödbruna inslag framförallt längs kanterna och vid täckvingarnas spets.

### Larv
Larver av vedträdlöpare har ett smalare huvud än larver av andra trädlöpare. Kroppen är vit och huvudet är lite rödbrunt. Larven kan dra in huvudet något så att huvudet blir mindre synligt. Larvens längd är upp till 35 millimeter. Den har en bakåtriktad kitintagg på sista ryggsegmentet. Som hos larver av andra trädlöpare finns tre par ben. 

## Utbredning
Vedträdlöparen förekommer i Europa främst i områden med kustklimat och är vanligast i de västra delarna, inklusive brittiska öarna. I de nordöstligaste delarna saknas arten. Den finns i Danmark, där den är vanligast på Jylland, och den har även påträffats i Rogaland och Sunnhordland i den sydvästra delen av Norge. Från Sverige och Finland är arten inte känd. I Östersjöområdet har den annars påträffats österut till Estland. I Medelhavsområdet är vedträdlöparen inte så allmän som i väst utan arten är där sällsyntare. Skalbaggen förekommer även i Turkiet, österut till Kaukasus.

## Levnadssätt
Vedträdlöparen har en larvutveckling som är knuten till fuktig, död ved. Både ved av barrträd och lövträd kan utnyttjas som yngelsubstrat. Gamla stubbar och omkullfallna stammar i skuggiga lägen föredras av honorna vid äggläggningen, eftersom ved i skuggiga lägen bättre håller fuktighet. Det tar vanligen tre år innan har larven vuxit färdigt och förpuppar sig, men ibland kan utvecklingen klaras av på två år. Larven förpuppar sig i veden med början under sensommaren. Den fullbildade skalbaggen övervintrar i puppkammaren och kommer fram till försommaren. Skalbaggen kan ses på dagen och är livlig och relativt flygbenägen.